# Jorge Kato
Jorge Kato, (Bastos, 1936 – São Paulo, 7 de novembro de 2011) foi um quadrinista brasileiro.
Kato foi o primeiro brasileiro a desenhar uma história em quadrinhos Disney, sendo o responsável pela revitalização do Zé Carioca nas publicações Disney brasileiras.

## Biografia
Descendente de japoneses, Jorge Kato foi o desenhista da primeira história em quadrinhos Disney brasileira, publicada em dezembro de 1959. O desenhista começou a trabalhar na Editora Abril em 1953, como letrista, passando em seguida a desenhar capas das revistas Disney publicadas pela editora.
Na década de 1960, Kato desenhou histórias e capas para diversos personagens Disney. A partir de 1962 passou a adaptar material oriundo dos EUA.
Na década de 1970, Kato foi editor das revistas Disney da Editora Abril e foi, também, professor da Escolinha Disney da Editora, tendo sido responsável pela formação de desenhistas como Euclides Miyaura e Eli Leon.
Kato faleceu no dia 7 de novembro de 2011, a causa da morte não foi divulgada. O desenhista vivia em São Paulo.

## Quadrinhos Disney

### Propagandas com personagens Disney
Antes de começar a desenhar quadrinhos para a Disney brasileira, Jorge Kato desenhou algumas propagandas que foram veiculadas nas revistas da Editora Abril, envolvendo personagens Disney.
O Inducks, base de dados mundial, cujo objetivo é catalogar todas as publicações e todas as histórias em quadrinhos da Disney ao redor do mundo, relaciona 4 propagandas. São elas:
| Título                | Publicação brasileira | Data                | Personagem principal | Produto divulgado         |
| --------------------- | --------------------- | ------------------- | -------------------- | ------------------------- |
| Pluto "O Quebra Tudo" | PD 175                | 15 de março de 1955 | Pluto                | Cola "Duco"               |
| Lúcifer o Demolidor   | PD 177                | 29 de março de 1955 | Gato Lúcifer         | Cola "Duco"               |
| Pateta Fica Sabido!   | PD 178                | 05 de abril de 1955 | Pateta               | Cola "Duco"               |
| Caderneta de Poupança | TP 48                 | julho de 1969       | Tio Patinhas         | Caderneta de Poupança BNH |

### Os primeiros trabalhos nos quadrinhos
O primeiro trabalho de Jorge Kato para as revistas Disney da Editora Abril, em termos de desenho, foi a capa de Mickey nº 15, de dezembro de 1953.
Em 1959 Kato teve sua primeira história publicada, a primeira história Disney brasileira: Papai Noel por Acaso, publicada em O Pato Donald nº 424, de 22 de dezembro de 1959.
A revista do Zé Carioca ainda não existia, e Kato desenhou mais 5 histórias publicadas em O Pato Donald. Abaixo, a relação total das histórias, desenhadas por Jorge Kato, publicadas em O Pato Donald:
| Título                    | Publicação brasileira | Data                   | Personagem principal |
| ------------------------- | --------------------- | ---------------------- | -------------------- |
| Papai Noel por Acaso      | PD 424                | 22 de dezembro de 1959 | Tio Patinhas         |
| "O Caso do Peru de Natal" | PD 425                | 29 de dezembro de 1959 | Pato Donald          |
| A Volta do Zé Carioca     | PD 434                | 01 de março de 1960    | Zé Carioca           |
| Você já Foi a Brasília?   | PD 435                | 08 de março de 1960    | Zé Carioca           |
| Um Papagaio das Arábias   | PD 440                | 12 de abril de 1960    | Zé Carioca           |
| A Boa Ação de Natal       | PD 476                | 20 de dezembro de 1960 | Pato Donald          |

### Histórias originais do Zé Carioca
Jorge Kato é reconhecido por seu trabalho à frente das histórias do Zé Carioca e foi um dos responsáveis pela revitalização do personagem nas histórias Disney produzidas no Brasil.
Depois da publicação da primeira história do papagaio, em 1942, nas tiras de jornais norte-americanos, o personagem foi pouco aproveitado. Teve umas poucas tiras diárias publicadas em 1943 e 1944, e apenas 4 histórias publicadas nas revistas em quadrinhos norte-americanas. Após fazer rápidas aparições em umas poucas histórias de outros personagens e de ter estrelado 3 histórias em quadrinhos em 1955, desenhadas pelo argentino Luis Destuet, à época produzindo quadrinhos para a Editora Abril, foi somente em 1960 que o Zé Carioca voltou a ser personagem principal de uma história em quadrinhos.
A história A Volta do Zé Carioca, foi publicada em O Pato Donald nº 434, de 01 de março de 1960 e foi a primeira história do papagaio desenhada por Jorge Kato. Conforme visto acima, ainda houve mais 2 histórias de Kato com o Zé Carioca publicadas na O Pato Donald antes do personagem assumir seu próprio título.
Em 10 de janeiro de 1961 chegava às bancas o primeiro número da revista Zé Carioca, curiosamente com o nº 479. Na verdade, a revista O Pato Donald passou a dividir o título com o papagaio, ficando os números pares para o pato e os números ímpares para o papagaio. A história que inaugurou a publicação foi Zé Carioca Contra o Goleiro Gastão.
Entre 1961 e 1970, Jorge Kato produziu, para a revista do papagaio, 36 histórias tendo o Zé Carioca como personagem principal, sendo que 5 delas eram histórias curtas de 1 página (one pages). Além delas, Kato ainda produziu mais 4 one pages entre 1971 e 1975. Somadas às 3 histórias publicadas em O Pato Donald, foram 43 histórias originais desenhadas por Jorge Kato tendo o Zé Carioca como personagem principal.

### Histórias inéditas com outros personagens
Jorge Kato desenhou um total de 58 histórias originais para a Editora Abril. Além das 43 histórias produzidas com o Zé Carioca, mencionadas no item anterior, o desenhista trabalhou com outros personagens Disney, como demonstrado a seguir:
| Título                                        | Publicação brasileira | Data                    | Personagem principal |
| --------------------------------------------- | --------------------- | ----------------------- | -------------------- |
| Papai Noel por Acaso                          | PD 424                | 22 de dezembro de 1959  | Tio Patinhas         |
| "O Caso do Peru de Natal"                     | PD 425                | 29 de dezembro de 1959  | Pato Donald          |
| A Boa Ação de Natal                           | PD 476                | 20 de dezembro de 1960  | Pato Donald          |
| Descanso Aliviador                            | PD 642                | 25 de fevereiro de 1964 | Pato Donald          |
| Sua Nota Vale uma Nota                        | SNVN                  | 1966                    | Tio Patinhas         |
| O Cruzeiro Novo                               | TP 21                 | abril de 1967           | Tio Patinhas         |
| O Tal do Hotel                                | TP 25                 | agosto de 1967          | Pato Donald          |
| A Única Vez ...                               | TP 63                 | outubro de 1970         | Pato Donald          |
| A Praga Máxima                                | TP 84                 | julho de 1972           | Maga Patalójika      |
| Um Esconderijo Bem Escondido                  | TP 88                 | novembro de 1972        | Escoteiros Mirins    |
| O Grande Financista                           | ZC 1103               | 29 de dezembro de 1972  | Pato Donald          |
| Não Há Mais Inventores como os de Antigamente | TP 91                 | fevereiro de 1973       | Professor Pardal     |
| Demonstração                                  | ZC 1159               | 21 de janeiro de 1974   | Pato Donald          |
| O Ajudante                                    | PD 1332               | 29 de setembro de 1974  | Pateta               |
|                                               | AOZC 3                | janeiro de 1990         | Nestor e Pedrão      |

- AOZC = Anos de Ouro do Zé Carioca
- PD = Pato Donald
- SNVN = Sua Nota Vale uma Nota
- TP = Tio Patinhas
- ZC = Zé Carioca

### A série Versões Brasileiras
Entre 1962 e 1966 foi produzida uma série, a partir de histórias originais norte-americanas, em que os personagens principais (o Mickey ou o Pato Donald) eram substituídos pelo Zé Carioca. Eventualmente, quando apareciam as respectivas namoradas (Minnie ou Margarida), elas eram substituídas pela Rosinha.
A série ganhou o nome de "Versões Brasileiras". Para todo o resto da história eram mantidos os originais norte-americanos, o que fazia com que as histórias do Zé Carioca parecessem ter o estilo de grandes mestres Disney, como Paul Murry, Tony Strobl, Al Hubbard, Bill Wright, ou mestres das tiras de jornal, como Floyd Gottfredson, Al Taliaferro ou Manuel Gonzales.
Neste período, foram produzidas um total de 126 histórias. Jorge Kato desenhou 99 histórias desta série, sendo as demais desenhadas por Waldyr Igayara de Souza.

### A série Álbum de Fotos
Uma série interessante da Disney era o chamado "Álbum de Fotos", em que os personagens iniciavam a história mostrando uma fotografia em um álbum como mote para o desenrolar da história. O interessante era que, por vezes, os personagens que apareciam no splash panel mostrando e comentando a fotografia não participavam da história.
Das 99 histórias desenhadas por Jorge Kato para a série "Versões Brasileiras", 7 delas foram versões da série "Álbum de Fotos", a seguir:
| Título                               | Publicação brasileira | Data                    | Desenhista original | História original    | Personagem substituído |
| ------------------------------------ | --------------------- | ----------------------- | ------------------- | -------------------- | ---------------------- |
| A Confusão Com o Canário Caubi       | ZC 543                | 03 de abril de 1962     | Al Hubbard          | The Canary Crisis    | Mickey                 |
| Colecionadores de Sorte              | ZC 545                | 17 de abril de 1962     | Al Hubbard          | Collector's Luck     | Mickey                 |
| Um Grande Mascotinho                 | ZC 549                | 15 de maio de 1962      | Al Hubbard          | The Priceless Pet    | Mickey                 |
| A Varinha Mágica do Professor Pardal | ZC 635                | 07 de janeiro de 1964   | Jack Bradbury       | Rub-dub-duck         | Pato Donald            |
| Cuidado com os Inventores!           | ZC 637                | 21 de janeiro de 1964   | Tony Strobl         | Invention Prevention | Pato Donald            |
| Papagaiadas Espaciais                | ZC 639                | 04 de fevereiro de 1964 | Jack Bradbury       | Donald Duck Album    | Pato Donald            |
| Salvamentos no Tirol                 | ZC 647                | 31 de março de 1964     | Jack Bradbury       | Seeing the Sights    | Pato Donald            |

### Zico e Zeca
Zico e Zeca, os sobrinhos do Zé Carioca foram criados em uma história desenhada por Jorge Kato para a série Versões Brasileiras.
Ambos surgiram pela primeira vez nos quadrinhos na história Os Cavalos Fujões (originalmente He Went Thataway), publicada em Zé Carioca nº 565, de 04 de setembro de 1962, quando Kato precisou substituir os sobrinhos do Pato Donald, que apareciam na história original.
Dali para a frente, sempre que Huguinho, Zezinho e Luisinho ou Chiquinho e Francisquinho (os sobrinhos do Mickey) apareciam em uma história a ser adaptada para as Versões Brasileiras, Kato os substituía por Zico e Zeca.

### Os últimos trabalhos
A partir de 1967, Jorge Kato reduziu sobremaneira a sua produção de histórias em quadrinhos, concentrando-se mais na produção de capas. Foram apenas 17 histórias produzidas e uma propaganda, entre 1967 e 1990
A última capa produzida pelo desenhista saiu na edição Agenda Disney 1977, edição especial de Zé Carioca nº 1307, publicada pela Editora Abril em dezembro de 1976.
Já a última história desenhada por Kato foi uma one page, sem título, publicada em Anos de Ouro do Zé Carioca nº 3, de janeiro de 1990.
A produção total do desenhista inclui 698 capas para as revistas Disney da Editora Abril, 157 histórias em quadrinhos, entre originais e Versões Brasileiras, e 4 propagandas.